# Montaignac-Saint-Hippolyte
Montaignac-Saint-Hippolyte är en kommun i departementet Corrèze i regionen Nouvelle-Aquitaine i de centrala delarna av Frankrike. Kommunen ligger  i kantonen Égletons som tillhör arrondissementet Tulle. År 2018 hade Montaignac-Saint-Hippolyte 589 invånare.

## Befolkningsutveckling
Antalet invånare i kommunen Montaignac-Saint-Hippolyte
Referens:INSEE